# Rabiya Mateo
Rabiya Occeña Mateo (Balasan, 14 novembre 1996) è una modella e attrice filippina, incoronata Miss Universo Filippine 2020.

## Biografia
Nata nella piccola municipalità di Balasan da padre indiano e madre filippina, cresce in un contesto di povertà. Studia fisioterapia presso l'Iloilo Doctors' College, laureandosi con menzione cum laude.
Nell'ottobre 2020 rappresenta la città di Iloilo a Miss Universo Filippine: si tratta della prima edizione di sempre del suddetto concorso, nato per proclamare una rappresentante a Miss Universo 2020 dopo la scissione dal brand Binibining Pilipinas Charities (che sino ad allora si occupava dell'assegnazione di tale riconoscimento). Al termine dell'evento è proclamata vincitrice dalla Miss Filippine uscente Gazini Ganados.
Dopo vari rinvii causati dalla pandemia di COVID-19, il 16 maggio vola a Hollywood per partecipare alla 69ª edizione di Miss Universo, dove si classifica nella Top 20.